# Flicknamn
Flicknamn eller födelsenamn är efternamnet på en person före namnbytet vid giftermålet. I sammanhang där en personens flicknamn/födelsenamn anges, till exempel i dödsannonser, föregås det ofta av förkortningen "f." (född). En annan variant är née. I bland annat amerikansk namntradition lever moderns flicknamn vidare som mellannamn för barnen, till exempel Richard Milhous Nixon.